# Die große weiße Hoffnung
Die große weiße Hoffnung (Originaltitel: The Great White Hope) ist ein Filmdrama von Martin Ritt aus dem Jahr 1970 nach dem mit dem Pulitzer-Preis für Dramen ausgezeichneten gleichnamigen Stück von Howard Sackler über die Lebensgeschichte des Boxers Jack Johnson, der 1908 als erster Schwarzer Boxweltmeister im Schwergewicht wurde. Chester Morris hatte im Film seinen letzten Auftritt und starb kurz nach Fertigstellung des Films an einer Überdosis Schlafmittel.

## Handlung
Jack Jefferson ist ein Boxer, der mit dem Rassismus und Hass gegen Afroamerikaner in den von Weißen geprägten Vereinigten Staaten des frühen 20. Jahrhunderts umgehen muss. Er ist nicht nur der erste schwarze Schwergewichts-Herausforderer, sondern auch in eine weiße Frau verliebt. Jefferson muss sich nicht nur mit dem Hass der Weißen auseinandersetzen, sondern auch mit der Ächtung durch einige Vertreter der schwarzen Gemeinschaft, die glauben, dass Jefferson sie verkauft hätte. Als schwarzer Boxmeister müssen er und seine weiße Begleitung lernen zu überleben, weil auch die weiße Führung der Boxorganisationen nach Wegen sucht, um ihn auszuschalten.

## Auszeichnungen
Bei der Oscarverleihung 1971 war sowohl James Earl Jones als auch Jane Alexander für den Oscar als bester Hauptdarsteller und beste Hauptdarstellerin nominiert.
Jones erhielt den Golden Globe als bester Nachwuchsdarsteller und war auch für den Golden Globe als bester Hauptdarsteller in einem Drama nominiert, während Jane Alexander ebenfalls für den Golden Globe und einen Laurel Award als beste Nachwuchsschauspielerin (Female Star of Tomorrow) nominiert war.
Schließlich nominierte die Writers Guild of America Howard Sackler für das beste adaptierte Drehbuch.

## Kritik
Das Lexikon des Internationalen Films nannte Die große weiße Hoffnung einen „schauspielerisch hervorragend besetzte[n] Spannungsfilm, der mit vorwiegend emotionalen und melodramatischen Mitteln das Rassenproblem behandelt, wobei die sozialpolitischen Hintergründe vernachlässigt werden“.